# Da'ira (Yémen)
 (juin 2021).
Da'ira est un lieu peuplé du sud-est de l'île de Socotra, au Yémen.